# Hans-Georg Anscheidt
Hans-Georg Anscheidt (né le 23 décembre 1935 à Königsberg en Prusse, aujourd'hui Kaliningrad en Russie) est un champion du monde de courses de vitesse moto allemand,. Il a remporté trois championnats du monde FIM en catégorie 50 cm3 consécutifs de 1966 à 1968 en tant que membre de l'équipe de course d'usine Suzuki.
Au total, il a remporté 14 Grands Prix moto dans les années 1962 à 1968 dans la catégorie 50 cm3, ainsi que 7 championnats d'Allemagne sans interruption de 1962 à 1968 et deux fois en 1966 et 1967 le championnat allemand de moto sur route dans la catégorie 125 cm3.

## Carrière en course
Anscheidt, qui a suivi une formation de mécanicien automobile, était particulièrement adapté comme pilote de course pour les petites cylindrées avec sa taille de 166 cm.
Hans-Georg Anscheidt a commencé sa carrière sur des motos de course Kreidler dans la catégorie 50 cm3 et en 1961, il devient champion d'Europe de la catégorie.
En Grand Prix, il a aussi couru occasionnellement en 125 cm3 (de 1965 à 1968) et 250 cm3, ainsi que sur des Bultaco, Aermacchi et MZ avant de devenir pilote d'usine Suzuki.
Le 3 février 1967, il a reçu la Silbernes Lorbeerblatt - la plus haute distinction sportive en Allemagne - pour avoir remporté le championnat du monde.
En 1976, Hans-Georg Anscheidt a été honoré d'un timbre-poste spécial par l'État africain de Guinée équatoriale pour ses exploits sportifs exceptionnels.

## Carrière en Grand Prix

### Pilote Kreidler
En 1962, l'équipe Kreidler (Hans-Georg Anscheidt, Jan Huberts (en) et Wolfgang Gedlich) reste sur son succès de l'année précédente en Coupe d'Europe des 50 cm3 mais l'engagement de deux usines japonaises Suzuki et Honda pourrait bien leur créer des difficultés.
1962, c'est aussi l'année du premier championnat du monde dans la catégorie 50 cm3 et c'est l'Allemand Hans-Georg Anscheidt et son Kreidler officiel, qui remportent à Montjuich en Espagne le premier GP 50 de l'histoire. Au GP de France à Charade c'est Jan Huberts, lui aussi officiel Kreidler, qui signe la première victoire néerlandaise en GP son coéquipier ayant abandonné.
Anscheidt assure ensuite une 4e place au Tourist Trophy de l'île de Man, le dangereux TT (remporté par Ernst Degner et sa Suzuki), puis 3 podiums successifs (3e à Assen et 2e en Belgique et en Allemagne). Puis Anscheidt remporte le Grand Prix des Nations sur le circuit de Monza en Italie et clos sa saison par 2 troisième places en Finlande sur le Pyynikki Circuit (en) et en Argentine. Il est donc vice-champion du monde derrière Degner.
Pour 1963, le caractère mondial du Championnat s'affirme encore avec une nouvelle épreuve, le GP du Japon, conséquence logique de l'implication des industries japonaises dans le marché mondial de la moto. Anscheidt toujours chez Kreidler, affronte d'ailleurs au cours de cette saison plusieurs pilotes japonais (Isao Morishita, Mitsuo Itō, Michio Ichino) en plus des Degner et Anderson ses adversaires habituels. Tous ces opposants courent sur les redoutables bicylindres Suzuki RT 63 qui ressemblent beaucoup au 50 cm3 MZ depuis la défection d'Ernst Degner passé de RDA en RFA.
Malgré cette forte opposition Anscheidt avec 3 victoires (Espagne, France, Finlande), deux 3e places (TT et Belgique) une 4e (Allemagne) et une 6e (Argentine) parvient à conserver son titre de vice-champion en 50 cm3 derrière Hugh Anderson (Suzuki), mais devant 4 autres Suzuki, marque qui remporte toutefois le titre constructeur. A noter que Anscheidt qui s'est blessé aux essais en Argentine, n'a pas pu défendre ses chances.
En 1964, un nouvel adversaire japonais s'ajoute à la concurrence, le 50 Honda CR 110 "compétition client" du Nord-Irlandais Ralph Bryans, qui préfigure les futures Honda série RC. Un nouveau circuit fait aussi son apparition en ouverture du championnat, le Daytona international Speedway aux États-Unis.
Anscheidt y termine 4e, puis enchaîne les bons résultats, victoire en Espagne, 2e en France, en Belgique et en Finlande, et encore 3 places de 4e (TT, Pays-Bas, Allemagne). Mais Anderson et Bryans qui ont remporté 7 victoires à eux deux, le devance sur le podium final de la catégorie.
L'année 1965 est encore plus catastrophique. Après leur absence au TT et à Assen, les officiels Kreidler, Anscheidt et Rudolf Kunz (en), ont déclaré forfait après les essais. Ecrasée par la puissance des usines japonaises, la petite marque allemande se retire des championnats du Monde. Anscheidt n'a participé qu'à 3 courses en 50 cm3 (Allemagne, Espagne et France) et une seule avec une 125 cm3 MZ (Italie) avec des 5e et 6e places loin derrière des armadas de Honda et de Suzuki.

### Pilote Suzuki

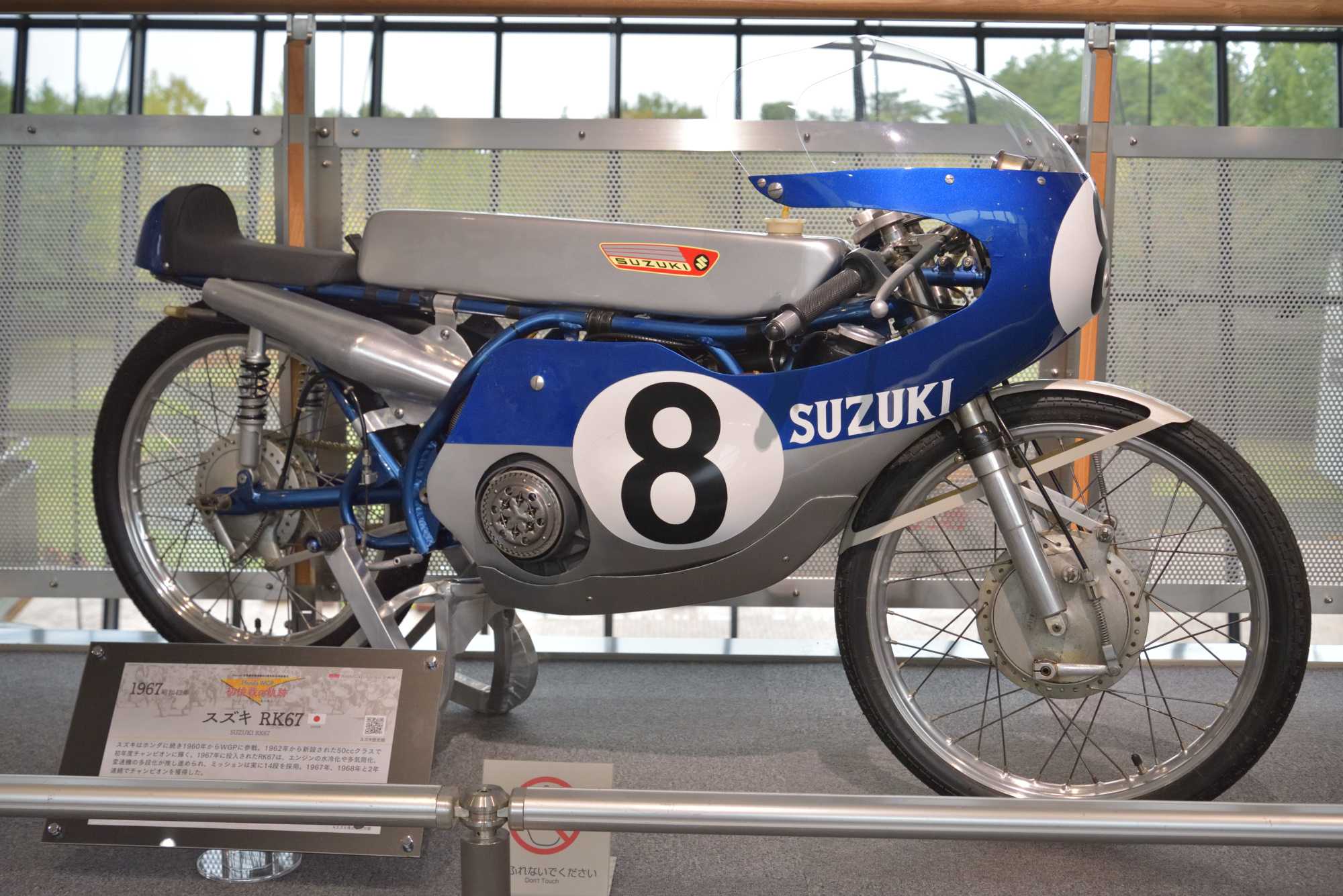
Suzuki RK67 de 1967 - 17,5 ch à 17 300 tr/min, boîte 14 rapports, 58 kg, 176 km/h.

L'année 1966, s'ouvre sous de meilleurs auspices car Hans-Georg, après une belle seconde place en Espagne, remporte son premier GP en Allemagne pour son nouvel employeur. Quatrième au Dutch TT, il est de nouveau vainqueur en Italie et de nouveau 2e au Japon. Il s'assure donc son premier titre mondial dans la catégorie 50 cm3 grâce à sa  fabuleuse Suzuki RK66, un prototype à deux cylindres capable d’atteindre 170 km/h. Ses anciens adversaires Bryans, Taveri (Honda) et Anderson son coéquipier, sont désormais derrière lui. Avec cette machine puis sa descendante la RK67 Anscheidt va confirmer sa domination dans la catégorie des 50 cm3 pendant trois ans, de 1966 à 1968.
Avec la 125 cm3 Suzuki il ne termine qu'une fois dans les points en Allemagne (5e).
Début 1967, la firme Honda qui souhaite s'investir en Formule 1, annonce qu'elle abandonne les petites cylindrées. Les seuls adversaires des Suzuki sont désormais les Derbi, dont l'un des pilotes est un certain Ángel Nieto. En Espagne, sans concurrence après le retrait de Honda, les Suzuki semblent devoir dominer la catégorie. Anscheidt l'emporte devant son coéquipier Yoshimi Katayama et récidive en Allemagne.
Au Tourist Trophy, visiblement sans adversaire, l'usine Suzuki établi une hiérarchie entre ses pilotes. Le numéro un est Katayama, puis viennent Anscheidt et Stuart Graham. En course, Katayama connaît des problèmes et tombe en voulant rattraper ses coéquipiers. Anscheidt est ralenti par une pompe à huile défectueuse et c'est finalement Graham qui l'emporte. Anscheidt assure ainsi une seconde 2e place après celle remportée en France
À Assen, des ennuis d'allumage pour Anscheidt (4e) et l'abandon de Graham permettent à Katayama de l'emporter.
À Spa-Francorchamps Katayama mène le GP un moment mais fait une erreur à La Source, laissant ainsi Anscheidt filer vers la victoire. Il ne reste plus qu'une course aux 50 cm3 et le Japonais ne pourrait qu'égaler le score de l'Allemand mais avec une 4ème place en moins. Hans-Georg Anscheidt est donc assuré de conserver son titre en 50 cm3. Au Japon sa 4e place conforte cet état de fait.
En 125 cm3 Anscheidt progresse marquant 12 points grâce à deux 2e places en Allemagne et en Italie et un abandon au Japon. Il est 6e de ce championnat remporté par Bill Ivy et sa Yamaha.
1968 - Après le retrait de Honda, l'usine Suzuki annonce elle aussi son retrait. Anscheidt et Graham recevront des 50 et 125 d'usine et un stock de pièces détachées             à gérer eux-mêmes. Seul Anscheidt participe aux Championnats du Monde. Yamaha et Kawasaki poursuivent leur engagement en GP. Dès le début de la saison au Nürburgring - Südschleiffe, en favori logique, il emporte sa douzième victoire. Sans réelle opposition, il conforte sa domination en Espagne. En l'absence d'Anscheidt, blessé, au TT c'est Derbi qui remporte sa première victoire en GP. En Hollande, le local Paul Lodewijkx (es) crée la surprise en battant à la régulière sur la ligne d'arrivée la Suzuki d'usine d'Anscheidt avec son Jamathi (nl) de fabrication artisanale. Enfin en Belgique, Anscheidt remporte sa 14e et dernière victoire en Grand Prix dans la catégorie 50 cm3 et devient champion du monde pour la 3e fois de suite.
En 125 cm3 il marque 10 points grâce à une 2e place en Allemagne et une 3e en Italie. Il est 8e de ce championnat remporté par Phil Read et sa Yamaha.
Fin 1968, sont confirmées des modifications du règlement et des épreuves qui entrent en vigueur pour la saison 1969. Pour Hans-Georg Anscheidt, le retrait des usines japonaises et les restrictions techniques apportées au 50 cm3 (désormais monocylindre et boîte 6 rapports maximum) sonnent l'heure de la retraite.